# イグサ目
イグサ目 (Juncales) は単子葉植物の目の一つである。クロンキスト体系ではこの目に2つの科を含める。
- イグサ科
- トゥルニア科

APG IIやAPG IIIではこの目を認めておらず、これら2科をイネ目に含めている。